# 2006년 아시안 게임 축구
2006년 아시안 게임 축구는 2006년 아시안 게임의 경기 종목이다.

## 조편성
아시안 게임 축구의 조추첨식은 2006년 9월 7일에 도하에서 열렸다.

### 남자 축구
| 1라운드 – A조 - 요르단 - 타지키스탄 - 키르기스스탄 - 마카오 | 1라운드 – B조 - 싱가포르 - 시리아 - 인도네시아 - 이라크 |

| 2라운드 – A조 - 카타르 - 아랍에미리트 - 우즈베키스탄 - 1라운드 A조 | 2라운드 – B조 - 대한민국 - 바레인 - 베트남 - 방글라데시 | 2라운드 – C조 - 태국 - 쿠웨이트 - 예멘* - 팔레스타인 |

| 2라운드 – D조 - 이란 - 인도 - 홍콩 - 몰디브 | 2라운드 – E조 - 중화인민공화국 - 오만 - 말레이시아 - 1라운드 – B조 | 2라운드 – F조 - 일본 - 조선민주주의인민공화국 - 투르크메니스탄* - 파키스탄 |

* 투르크메니스탄과 예멘은 대회에서 물러나 1라운드에서 2위팀으로 대체되었다.

### 여자 축구
| A조 - 중화인민공화국 - 일본 - 몰디브* - 요르단 | B조 - 조선민주주의인민공화국 - 대한민국 - 태국* - 중화 타이베이 - 베트남 |

* 몰디브는 태국이 각 조의 팀 수를 균형잡기 위해 A조로 이동한후 기권했다.

## 메달 집계
| 순위 | 국가 | 금메달 | 은메달 | 동메달 | 합계 |
| 합계 | 합계 | 2      | 2      | 2      | 6    |
| ---- | ---- | ------ | ------ | ------ | ---- |

## 메달리스트
| 종목             | 금                           | 은           | 동                   |
| ---------------- | ---------------------------- | ------------ | -------------------- |
| 남자 축구 자세히 | 카타르 (QAT)                 | 이라크 (IRQ) | 이란 (IRI)           |
| 여자 축구 자세히 | 조선민주주의인민공화국 (PRK) | 일본 (JPN)   | 중화인민공화국 (CHN) |